# Praha-Holešovice zastávka
Praha-Holešovice zastávka – przystanek kolejowy w Pradze, w dzielnicy Holešovice, w Czechach przy ulicy Goetheho 61/4. Znajduje się na linii kolejowej Praga – Děčín, około 500 metrów od stacji Praha-Bubny, na wysokości 195 m n.p.m.

## Linie kolejowe
- Linia kolejowa Praha – Vraňany – Děčín